# Бјенкур
Бјенкур (фр. Biencourt) насеље је и општина у североисточној Француској у региону Пикардија, у департману Сома која припада префектури Абевил.
По подацима из 2011. године у општини је живело 126 становника, а густина насељености је износила 56,76 становника/km². Општина се простире на површини од 2,22 km². Налази се на средњој надморској висини од 116 метара (максималној 129 m, а минималној 98 m).

## Демографија
| 1962. | 1968. | 1975. | 1982. | 1990. | 1999. | 2011. |
| ----- | ----- | ----- | ----- | ----- | ----- | ----- |
| 113   | 137   | 115   | 114   | 120   | 116   | 126   |

График промене броја становника у току последњих година